# Laus Veneris

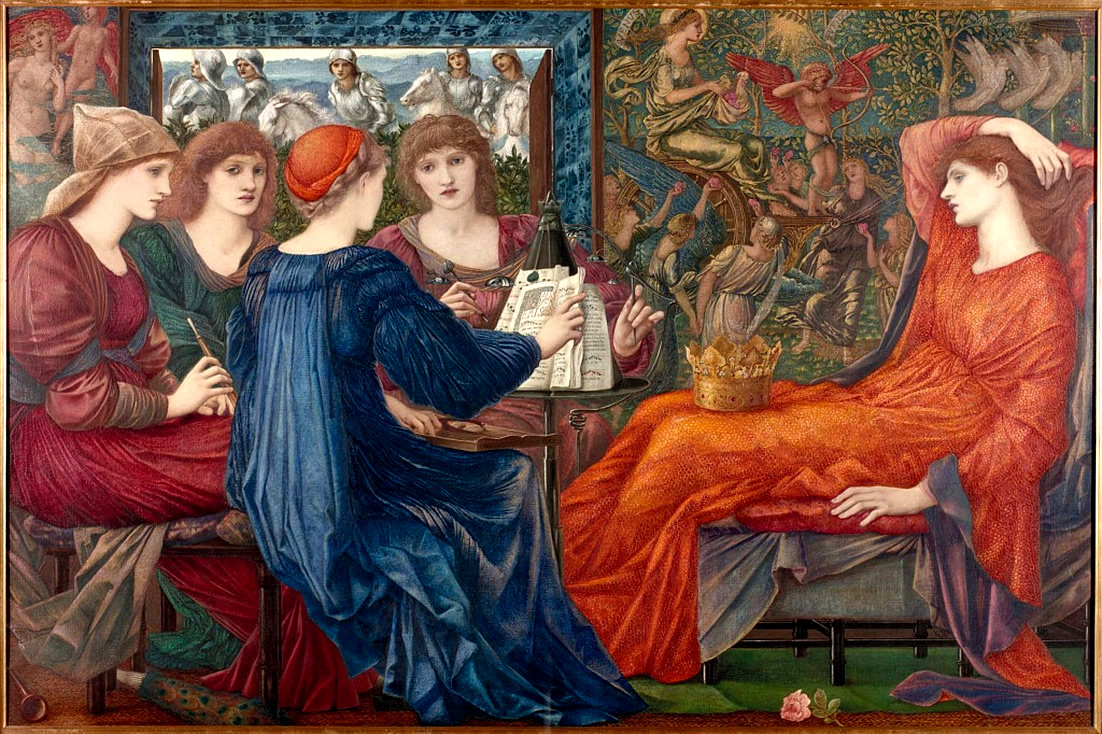
Edward Burne-Jones, Laus Veneris

Laus Veneris – wiersz angielskiego poety Algernona Charlesa Swinburne’a, opublikowany w zbiorze Poems and Ballads, wydanym w 1866. Utwór odwołuje się do legendy o Tannhäuserze. Być może został zainspirowany dziełem Richarda Wagnera. Tytuł oznacza "pochwałę Wenus". Poemat jest poprzedzony francuskim wprowadzeniem. Składa się ze 106 strof czterowersowych rymowanych aaba ccbc.
 Asleep or waking is it? for her neck,

 Kissed over close, wears yet a purple speck

 Wherein the pained blood falters and goes out;

 Soft, and stung softly — fairer for a fleck.

 But though my lips shut sucking on the place,

 There is no vein at work upon her face;

 Her eyelids are so peaceable, no doubt

 Deep sleep has warmed her blood through all its ways. 
Wiersz zawiera typowe dla Swinburne’a aliteracje, jak Soft, and stung softly — fairer for a fleck w powyższym cytacie. Poemat był dla ówczesnych odbiorców prowokujący pod względem obyczajowym.
Edward Burne-Jones namalował obraz zatytułowany Laus Veneris.
Polski przekład pióra Jana Kasprowicza został opublikowany w "Chimerze" w 1907.
 Śpi czy też czuwa? jeszcze kark się pali 

 Od płomienistej pocałunków fali 

 W miejscu, gdzie krew się skłębiła wzburzona 

 Zbyt piękna, iżby nie całować dalej. 

 Lecz choć me usta wciąż jeszcze namiętnie 

 W nią się wpijają, spokój w każdem tętnie. 

 Nawet powieki nie drgną; śród jej łona 

 Krew sen głęboki rozpalił doszczętnie.